# Michel Cousin
Pour les articles homonymes, voir Cousin.
Michel Cousin, né le 13 mai 1928 à Paris (14ème) et mort le 31 juillet 2007 à Colombes, est un scénariste et un romancier français, auteur de nombreux romans policiers, dont plusieurs appartiennent à la veine humoristique.

## Biographie
Après des études secondaires, il semble avoir obtenu un diplôme d'ingénieur agronome et fait également quelques cours de droit. Ayant préféré devenir représentant de commerce, il consacre ses temps libres à l'écriture de romans touchant presque tous les genres populaires et qu'il publie pour cette raison sous divers pseudonymes.
Parus sous son patronyme, ses romans noirs, largement tempérés d'humour, ressemblent à des vaudevilles policiers situés dans des milieux bourgeois et mettant en scène le trio mari, épouse et maîtresse. D'autres récits, plus graves, mettent en scène des héros injustement accusés d'escroquerie ou de meurtres au sein de familles où la haine et l'envie prévalent. Une grande partie des œuvres policières de Michel Cousin a été publiée dans la collection Un mystère, dont il fut l'un des piliers entre 1960 et le milieu des années 1970. Dans les années 1980, il signe la série Contact S.A. pour l'éditeur Fleuve noir.
En parallèle, entre 1973 et 1984, sous le pseudonyme de Michel Germont, il fait paraître 21 titres dans la collection Spécial Police, où il décline le plus souvent, mais selon d'habiles variations, l'intrigue où un homme, ayant acquis un haut niveau social grâce au mariage, tente à répétitions de supprimer son épouse. Sous le même pseudonyme, il publie également des romans d'espionnage fortement imprégnée par la guerre froide.
Sous le pseudonyme de Michel Bertin, Michel Cousin donne des romans d'espionnage ; et sous celui de Pierre Héro, près d'une centaine de récits érotiques. Par ailleurs, il signe sous le pseudonyme collectif Pierre Germont, plusieurs ouvrages écrits en collaboration avec René Havard. Il a également été producteur de cinéma et dialoguiste.

## Œuvre

### Romans signés Michel Cousin

#### SérieContact S.A.
- Contact S.A., Paris, Fleuve noir, Spécial Police no 1797, 1983
- Le Prince Chador, Paris, Fleuve noir, Spécial Police no 1810, 1983
- À gauche toute, Paris, Fleuve noir, Spécial Police no 1817, 1983
- Une ombre de mort, Paris, Fleuve noir, Spécial Police no 1832, 1983
- Le Dossier rose, Paris, Fleuve noir, Spécial Police no 1853, 1984
- La Baleine amoureuse, Paris, Fleuve noir, Spécial Police no 1866, 1984
- La Gangrène, Paris, Fleuve noir, Spécial Police no 1889, 1984
- Mort en différé, Paris, Fleuve noir, Spécial Police no 1945, 1985
- Un milliard à gagner !, Paris, Fleuve noir, Spécial Police no 1972, 1985
- Une mort pour rien, Paris, Fleuve noir, Spécial Police no 1990, 1986

#### Autres romans
- Mon propre meurtre, Paris, Presses de la Cité, Un mystère no 524, 1960
- Mort à haute dose, Paris, Presses de la Cité, Un mystère no 535, 1960
- Des idées noires, Paris, Presses de la Cité, Un mystère no 547, 1960
- De mort naturelle, Paris, Presses de la Cité, Un mystère no 569, 1961
- Une mort si belle, Paris, Presses de la Cité, Un mystère no 584, 1961
- Il y a promesse de mort, Paris, Presses de la Cité, Un mystère no 597, 1961
- Esprit de famille, Paris, Presses de la Cité, Un mystère no 623, 1962
- Le Rendez-vous des assassins, Paris, Presses de la Cité, Un mystère no 649, 1962
- Mésentente cordiale, Paris, Presses de la Cité, Un mystère no 663, 1963
- La Puce à l'oreille, Paris, Presses de la Cité, Un mystère no 676, 1963
- M. Stanislas, agent secret, Paris, Presses de la Cité, Un mystère no 689, 1963
- L'Enlèvement de Sabine, Paris, Presses de la Cité, Un mystère no 692, 1963
- Circonstances exténuantes, Paris, Presses de la Cité, Un mystère no 718, 1964
- En mariage seulement, Paris, Presses de la Cité, Un mystère no 760, 1966
- Détournement de mineures, Paris, Presses de la Cité, Un mystère, 2e série, no 20, 1966
- Nuit noire, Paris, Presses de la Cité, Un mystère, 2e série, no 37, 1967
- La Mort médecin, Paris, Presses de la Cité, Un mystère, 3e série, no 20, 1969
- Puzzle, Paris, Presses de la Cité, Un mystère, 3e série, no 37, 1969
- La Marmite du diable, Paris, Presses de la Cité, Un mystère, 3e série, no 178, 1972
- Si ce n'est toi !, Paris, Presses de la Cité, Un mystère, 3e série, no 179, 1972
- Mort aux maris, Paris, Presses de la Cité, Suspense no 13, 1972
- La Folle du logis, Paris, Presses de la Cité, Punch no 12, 1973
- Auto-suggestion, Paris, Presses de la Cité, Punch no 19, 1974
- La Voix du sang, Paris, Presses de la Cité, Punch no 23, 1974
- La Renarde, Paris, Fleuve noir, Spécial Police no 2006, 1986

### Romans signés Michel Germont
- L'Œil du témoin, Paris, Fleuve noir, Spécial Police no 1090, 1973
- Dose à dose, Paris, Fleuve noir, Spécial Police no 1135, 1974
- Week-end à Moscou, Paris, Fleuve noir, Espionnage no 1115, 1974
- Qui a tué qui ?, Paris, Fleuve noir, Spécial Police no 1150, 1974
- Jusqu'à ce que mort s'en suive, Paris, Fleuve noir, Spécial Police no 1188, 1975
- Le Mort à la figure, Paris, Fleuve noir, Spécial Police no 1224, 1975
- La Mort à point, Paris, Fleuve noir, Spécial Police no 1237, 1976
- Une mort parfaite, Paris, Fleuve noir, Spécial Police no 1257, 1976
- Injustice faite, Paris, Fleuve noir, Spécial Police no 1277, 1976
- Week-end à Berlin, Paris, Fleuve noir, Espionnage no 1295, 1976
- Le Noyé de Concarneau, Paris, Fleuve noir, Spécial Police no 1311, 1977
- L'Homme enragé, Paris, Fleuve noir, Spécial Police no 1318, 1977
- Week-end à Jérusalem, Paris, Fleuve noir, Espionnage no 1350, 1977
- Le Témoin de la dernière heure, Paris, Fleuve noir, Spécial Police no 1382, 1978
- Le Revenant de la Baltique, Paris, Fleuve noir, Espionnage no 1394, 1978
- La Morte vivante, Paris, Fleuve noir, Spécial Police no 1414, 1978
- Le Grand Fantasme, Paris, Fleuve noir, Spécial Police no 1475, 1979
- Une vie de rechange, Paris, Fleuve noir, Spécial Police no 1498, 1979
- Ombres sur Vienne, Paris, Fleuve noir, Espionnage no 1515, 1979
- Détour par l'enfer, Paris, Fleuve noir, Spécial Police no 1521, 1979
- La Nasse..., Paris, Fleuve noir, Espionnage no 1543, 1980
- Le rat est mort, Paris, Fleuve noir, Spécial Police no 1553, 1980
- Les Violons de Budapest, Paris, Fleuve noir, Espionnage no 1601, 1981
- La Meute, Paris, Fleuve noir, Spécial Police no 1621, 1981
- Zone d'ombres, Paris, Fleuve noir, Spécial Police no 1645, 1981
- Bal masqué à Belgrade, Paris, Fleuve noir, Espionnage no 1650, 1982
- Les Roses de Bucarest, Paris, Fleuve noir, Espionnage no 1674, 1982
- Le Prince rouge, Paris, Fleuve noir, Espionnage no 1688, 1982
- Coup de barre..., Paris, Fleuve noir, Spécial Police no 1700, 1982
- Le Témoin de Kaboul, Paris, Fleuve noir, Espionnage no 1723, 1983
- Une langouste en or massif, Paris, Fleuve noir, Spécial Police no 1855, 1984
- La Loi du plus faible, Paris, Fleuve noir, Spécial Police no 1896, 1984
- La Grande Intoxe, Paris, Fleuve noir, Espionnage no 1798, 1985
- Kill Ken !, Paris, Fleuve noir, Espionnage no 1891, 1987
- Heil !, Paris, Fleuve noir, Espionnage no 1896, 1987
- Les Œillets de Varsovie, Paris, Fleuve noir, Espionnage no 1897, 1987

### Romans signés Pierre Bertin
- Désobéissance passive, Paris, Presses de la Cité, Espionnage no 69, 1961
- Ombres viennoises, Paris, Presses de la Cité, Espionnage no 78, 1961
- Parts à deux, Paris, Presses de la Cité, Espionnage no 115, 1962

## Filmographie
- 1963 : L'Honorable Stanislas, agent secret, film français réalisé par Jean-Charles Dudrumet, adaptation par Michel Cousin de son roman M. Stanislas, agent secret, avec Jean Marais, Geneviève Page et Maurice Teynac
- 1965 : Pleins feux sur Stanislas, film français réalisé par Jean-Charles Dudrumet, sur un scénario original de Michel Cousin et Jean-Charles Dudremet, avec Jean Marais, Nadja Tiller, André Luguet et Bernadette Lafont
- 1976 : La situation est grave mais... pas désespérée ! de Jacques Besnard : co-scénariste

## Théâtre
- 1973 : La Situation est grave mais pas désespérée Créée au Théâtre Daunou à Paris le 01-11-1973 (mise en scène de René Clermont). Signé du pseudonyme collectif de Pierre Germont (Michel Cousin et René Havard).

## Source
- Claude Mesplède, Dictionnaire des littératures policières, vol. 1 : A - I, Nantes, Joseph K, coll. « Temps noir », 2007, 1054 p. (ISBN 978-2-910-68644-4, OCLC 315873251), p. 486-487.